# Метт Таргетт (футболіст)
Метт Таргетт (англ. Matt Targett, нар. 18 вересня 1995, Істлі) — англійський футболіст, захисник клубу «Ньюкасл Юнайтед».
Виступав, зокрема, за клуби «Саутгемптон» та «Астон Вілла», а також молодіжну збірну Англії.

## Клубна кар'єра
Народився 18 вересня 1995 року в місті Істлі. Вихованець футбольної школи клубу «Саутгемптон». Дорослу футбольну кар'єру розпочав 2014 року в основній команді того ж клубу, в якій провів чотири сезони, взявши участь у 27 матчах чемпіонату. 
Згодом з 2018 по 2019 рік грав у складі команд «Фулгем» та «Саутгемптон».
Своєю грою за останню команду привернув увагу представників тренерського штабу клубу «Астон Вілла», до складу якого приєднався 2019 року. Відіграв за команду з Бірмінгема наступні три сезони своєї ігрової кар'єри. Більшість часу, проведеного у складі «Астон Вілли», був основним гравцем захисту команди.
До складу клубу «Ньюкасл Юнайтед» приєднався 2022 року. Станом на 24 листопада 2023 року відіграв за команду з Ньюкасла 36 матчів в національному чемпіонаті.

## Виступи за збірні
У 2013 році дебютував у складі юнацької збірної Шотландії (U-19), загалом на юнацькому рівні взяв участь у 2 іграх.
У 2014 році дебютував у складі юнацької збірної Англії (U-20), загалом на юнацькому рівні взяв участь у 5 іграх, відзначившись одним забитим голом.
Протягом 2015–2017 років залучався до складу молодіжної збірної Англії. На молодіжному рівні зіграв у 13 офіційних матчах.

## Титули і досягнення

### Клубні
- Володар Кубка Футбольної ліги (1):

«Ньюкасл Юнайтед»: 2024-25